# أحمد بزيد ولد أحمد مسكه
أحمد بزيد ولد أحمد مسكه (1935 - 1982) كان أول مدير ديوان لأول رئيس للجمهورية الموريتانية ثم أول وزير للدفاع في البلاد.

## حياته
ألتحق مبكرا بصفوف الحركة الوطنية المناهضة للاستعمار، كان واحدا من مؤسسي ََ (رابطة الشباب الموريتاني)، التي كافحت في سبيل التعجيل بتحقيق الاستقلال.
كان من الموريتانيين القلائل الذين سنحت لهم الفرصة لاستكمال دراساتهم في المدارس الفرنسية، في موريتانيا وبالذات في السنغال وفرنسا، حينما كانت البلاد تفتقر إلي المؤسسات التعليمية، تلقى دروسه في ثانوية فيدرب في سينلوي، وختم تعليمه بحصوله على شهادة إداري مدني، وبسبب الحاجة الماسة لبلاده الحديثة الاستقلال إلى الكفاءات، فقد عدل عن فكرة استكمال الدراسات العلمية التي كان قد عقد العزم على استكمالها.
تقلد مناصب رفيعة في الدولة، منها مدير ديوان المختار ولد داداه، الذي أصبح لاحقا رئيسا لموريتانيا، وخلال فترة «قانون الإطار» والاستقلال الداخلي عين حاكما ثم واليا، وكان أول موريتاني ينهض بالمسؤوليات الكبيرة للأمن الوطني، في بلد أعتاد دائما على أن يتولى «الفرنسيون» هذه المسؤوليات الحساسة.
تقلد أحمد بزيد ولد أحمد منصب وزير الدفاع الوطني، حيث خلف أحد مؤسسي القوات المسلحة الوطنية وهو محمد ولد الشيخ ولد أحمد محمود، الذي اكمل ما كان قد بدأه خاصة في مجال التكوين ووضع النظام والقوانين.
وخلال هذه الفترة الحاسمة في التاريخ ظل أحمد بزيد باستمرار إلي جانب الرئيس المختار ولد داداه وبقية الأطر القلائل، حيث عمل الجميع على مواجهة التحديات الكبيرة المترتبة على سن القوانين وتحديات المهام وتعيين الرموز وكتابة النصوص ووضع الخطط الضرورية لبناء وطن وتأسيس دولة.
كان التحدي الأكبر لهذه المجموعة هو مدى قدرتها على الخلق والتصور والإبداع لرسم علم وكتابة نشيد للوطن ولد للتو، وقد كان لأحمد بزيد بالذات الدور الأكبر في تحديد شكل العلم الوطني الحالي.
اشتهر احمد بزيد بإحساسه الكبير بالمؤسسة ومثاليته في مجال التسيير الشأن العام، وكان يولي عناية خاصة للعسكريين ضباطا وضباط صف وجنودا، وسعى إلى تأمين الشروط اللازمة لتمكينهم من اداء واجباتهم الدفاعية في أحسن الظروف الممكنة.
ورَّث أحمد بزيد هذه الفكرة النبيلة عن الجيش ومهامه لخلفه محمد ولد الشيخ الذي تقاسم معه الشعور بالشرف والمروءة النبيلة.